# Centruroides sanandres
Espèce
Centruroides sanandres est une espèce de scorpions de la famille des Buthidae.

## Distribution
Cette espèce est endémique de l'archipel de San Andrés, Providencia et Santa Catalina en Colombie. Elle se rencontre sur l'île de San Andrés.

## Description
La femelle holotype mesure 83,0 mm et le mâle paratype 88,5 mm.

## Étymologie
Son nom d'espèce lui a été donné en référence au lieu de sa découverte, l'île de San Andrés.

## Publication originale
- Armas, Sarmiento & Flórez, 2012 : « Composición del género Centruroides Marx, 1890 (Scorpiones: Buthidae) en Colombia, con la descripción de una nueva especie. » Boletín de la Sociedad Entomológica Aragonesa, no 50, p. 105‒114 (texte intégral).